# Confusionnisme
Ne doit pas être confondu avec Confucianisme.
 (janvier 2023).
Le confusionnisme est défini comme « la tendance à entretenir la confusion et empêcher l'analyse, ainsi que le résultat de cette attitude »,. En politique, depuis les années 2010, Philippe Corcuff mobilise le terme pour qualifier un discours ou une stratégie entretenant la confusion entre des idées d’extrême droite et d’extrême gauche. Selon le politologue Jean-Yves Camus, un brouillage « rouge-brun » date de l'époque moderne,. Pour Philippe Corcuff, le discours confusionniste produit un brouillard, issu d'une ambiguïté autour des valeurs et des objectifs de ces deux tendances politiques. La question peut se poser de savoir si ce brouillage est intentionnel ou pas.

## Origines
Le confusionnisme apparaît relié à ce qui a été qualifié de rouge-brun, terme mobilisé pour évoquer une personne ou une mouvance politique qui prônerait un mélange entre des valeurs de l'extrême-droite nationaliste (le brun) et l'extrême-gauche communiste (le rouge). Pascal Ory identifie la crise boulangiste comme un premier exemple de mouvement « prôn[ant] le dépassement de la distinction droite-gauche ».
Dans son essai La grande confusion, l'essayiste de gauche radicale, Philippe Corcuff définit le confusionnisme comme « le nom actuel d’une désagrégation relative des repères politiques antérieurement stabilisés autour du clivage gauche-droite et du développement de passerelles discursives entre extrême droite, droite, gauche modérée et gauche radicale ». Selon Le Monde, l'ouvrage est « un méticuleux travail d’analyse dans lequel il dissèque les manquements, les incohérences et les errements de la gauche, dont la droite et plus encore l’extrême droite font leur miel ». 
Selon Philippe Corcuff, le confusionnisme est aussi une pratique de militants et penseurs d’extrême droite pour séduire et avancer leurs idées de façon dissimulée au-delà de leur cercle de sympathisants habituels[réf. non conforme]'. 
Corcuff cite ainsi Éléments, la revue d'Alain de Benoist, le mouvement Nuit debout et l'économiste Frédéric Lordon, Jacques Julliard, Jean-Luc Mélenchon, Daniel Lindenberg, Jean-Pierre Chevènement, Paul-Marie Coûteaux, Éric Zemmour ou Mathieu Bock-Côté, à ceux qui, en prônant une politique « national-souverainiste » participent à ce confusionnisme, qui, selon lui, est influencé par Antonio Gramsci, Ernesto Laclau et Chantal Mouffe,.  Selon Joël Gombin, Étienne Chouard, populaire au sein du mouvement des Gilets jaunes, est également souvent désigné avec ce label par des militants « pour le condamner ». Corcuff évoque aussi Les Guignols de l'info comme contributeur à un complotisme ambiant et cite jusqu'au président Macron comme participant à un « bricolage confusionniste ».